# مستشفى صقر
مستشفى صقر يقع في إمارة رأس الخيمة. تم افتتاحه في يوم السبت الموافق 18 صفر 1402 ه الموافق 5/ديسمبر 1981م، يحتوي على 225سريرا ويعتبر من المستشفيات المرجعية بالإمارة ويشمل جميع التخصصات المهمة ومنها العديد من التخصصات والتي أدخلت حديثا خلال السنتين الماضيتين الأقسام الموجودة في المستشفي :-
1. قسم الجراحة.
2. قسم العظام.
3. قسم جراحة المخ الأعصاب.
4. قسم أمراض النساء والولادة.
5. قسم الأطفال.
6. قسم العيون.
7. قسم الأنف والأذن والحنجرة.
8. قسم المسالك البولية.
9. قسم الأسنان
10. قسم العلاج طبيعي.
11. قسم العناية المركزة والتخدير.
12. قسم الأشعة.
13. قسم المختبر.
14. قسم الصيدلية.
15. الحوادث والإسعافات.[1]